# Blat (thiên vị)
Trong tiếng Nga, blat (tiếng Nga: блат) chỉ đến một hình thức tham nhũng và hối lộ bao gồm một hệ thống các thỏa thuận ngầm không chính thức, các hình thức trao đổi dịch vụ, quan hệ kết nối, móc nối trong Đảng hoặc các giao dịch chợ đen nhằm đạt được kết quả như ý muốn hoặc được thăng quan tiến chức.
Tại Liên Xô ngày trước, hiện tượng blat từng lan tỏa rộng rãi bởi sự thiếu hụt thường xuyên hàng hóa tiêu dùng và dịch vụ. Điều này là do giá cả hàng hóa tiêu dùng được nhà nước chỉ định thay vì được quyết định bởi thị trường tự do. Các mạng lưới blat tạo điều kiện dễ dàng hơn cho công chúng được chạm tới số hàng hóa và dịch vụ đang khan hiếm nhiều. Hiện tượng blat cũng xảy ra ở cấp độ doanh nghiệp dưới hình thức các tolkach, tức những người lao động có trách nhiệm cao cả là tận dụng mạng lưới quan hệ của mình nhằm đảm bảo hiệu quả chắc chắn cho chủ lao động của mình.